# Gianfranco Gallon
Gianfranco Gallon (* 15. Mai 1942 in Monfalcone; † 17. August 2018 ebenda) war ein italienischer Radrennfahrer.

## Sportliche Laufbahn
Gallon war im Straßenradsport aktiv. 1961 siegte er im Giro del Casentino, 1963 im Gran Premio Comune di Cerreto Guidi, 1964 im Giro del Belvedere. 1965 startete er mit der italienischen Auswahl in der Woche des internationalen Radsports der DDR. Dort gewann er das traditionsreiche Rund um Sebnitz, ein mit Radrennfahrern aus 14 Ländern besetztes Eintagesrennen sowie den Gran Premio Pretola.
1967 wurde er Berufsfahrer im italienischen Radsportteam Filotex, in dem Franco Bitossi Kapitän war und blieb bis 1968 als Radprofi aktiv. 1967 bestritt er die Tour de Suisse, er beendete die Rundfahrt nicht.